# Giampaolo Lanzetti
Giampaolo Lanzetti (Orzinuovi, 30 settembre 1946) è un ex calciatore italiano, di ruolo attaccante.

## Carriera
Ala sinistra, cresce nel Beretta Gardone con cui debutta in Serie D nel 1964.
Dopo quattro campionati di quarta serie, si trasferisce al Monza dove debutta in Serie B e disputa tre campionati, mettendo a segno 9 reti. Nel 1971 passa al Brescia dove due anni più tardi termina la carriera da professionista.